# Javier Marías
Javier Marías Franco, född 20 september 1951 i Madrid, död 11 september 2022 i Madrid, var en spansk författare, skribent och översättare.

## Biografi
Marías var son till filosofen Julián Marías. Hans mor Dolores Franco var översättare och redaktör för en antologi med spansk litteratur. Han tillbringade en del av sin uppväxt i USA där fadern undervisade vid universitet. Han växte upp i ett hem fyllt av böcker, konst och samtal. Tre av hans bröder kom också att ägna sig åt konstnärliga yrken. Marías skrev sin första roman, Los dominios del lobo, vid en ålder av 17 år; den publicerades 1971, när han var 20 år.
Efter att ha tillbringat tid i Paris kom hans andra roman, Travesía del horizonte (1973), en äventyrsberättelse om en expedition till Antarktis. Efter studier vid Universidad Complutense i Madrid, började Marías översätta engelskspråkiga romaner till spanska. Hans översättningar inkluderar verk av John Updike, Thomas Hardy, Joseph Conrad, Vladimir Nabokov och Robert Louis Stevenson. För sin översättning av Laurence Sternes Tristram Shandy prisades han 1979 med ett nationellt översättarpris. Mellan åren 1983 och 1985 undervisade han i spansk litteratur vid Oxfords universitet.
Vid sidan av sitt arbete som översättare fortsatte Marías att skriva romaner, och med sin femte roman El hombre sentimental från 1986, nådde han fram till sin karaktäristiska berättarstil som tagit många år att utveckla, en utförligt reflekterande prosa präglad av långa vindlande meningar.
Marías fick sitt genombrott 1989 med romanen Todas las almas (svensk översättning Alla själar, 2008) som är inspirerad av hans tid vid Oxfords universitet. Hans verk har haft stora framgångar hos både läsare och kritiker, och har översatts till mer än fyrtio språk.
Romantrilogin Tu rostro mañana (2002–2007, svensk översättning Ditt ansikte i morgon 2017), en spionroman och skildring av Spaniens mörka förflutna, anses vara Marías mästerverk. Han har utöver romaner och översättningar även skrivit essäer, noveller och i många år varit kolumnist i El País.
Marías invaldes i Kungliga spanska akademien 2006. Han nämndes ofta som en kandidat till Nobelpriset i litteratur.